# Mira Nieminen
Mira Nieminen, född 8 januari 1976 i Lahtis, är en finländsk polis och politiker (Sannfinländarna). Hon är ledamot av Finlands riksdag sedan 2023.
Nieminen blev invald i riksdagsvalet 2023 med 5 388 röster från Tavastlands valkrets.